# 张茂 (前凉)
张茂（277年—324年），字成遜，安定烏氏人。中國十六国时期前凉政权的君主，为昭王张寔之同母弟。張茂任內前涼遭前趙出兵威壓，被逼向前趙稱藩，並接受其官爵。

## 生平
永嘉二年（308年）張軌患病不能說話，時兄長張寔仍在朝中，故張茂就代父管理涼州事務。建興元年（312年），南陽王司馬保曾經請張茂作自己的從事中郎，後又推薦他任散騎侍郎、中壘將軍，但張茂都不應命。次年，張茂被徵召為侍中，但張茂以父親年老為由推辭。不久，改拜平西將軍、秦州刺史。
建興八年（320年），張寔被部下所殺，因其子駿年幼，张茂就代攝其位，殺劉弘數百名同黨。時涼州府推舉張茂為大都督、太尉、涼州牧，但張茂不肯受，只以使持節平西將軍、涼州牧職位，又以張寔子張駿為撫軍將軍、武威太守、西平公。。
建興十年（322年），張茂派韓璞率兵佔領隴西南安郡境，並在當地置秦州。建興十一年（323年），前趙劉曜派部將劉咸攻冀城，呼延晏攻桑壁，時臨洮人翟楷及石琮等又驅逐其地方官員響應劉曜，劉曜本人更发兵二十八万五千人沿黃河列陣百多里，張茂設在黃河沿岸守戍的軍隊望風奔逃，劉曜更聲言面率大軍渡河，直攻姑臧，遂震動河西。張茂聽從參軍馬岌所言出屯姑臧城東的石頭，在聽參軍陳珍分析劉曜其實不會盡力攻涼後，便派陳珍出兵救援在冀城的韓璞。劉曜亦自知其強大的兵力有三分之二是因為人們怯於其聲威而來，主力軍隊已經相當疲累，難以渡河進攻，於是一直按兵不動，想以此威脅張茂。張茂最終派使者向前趙稱藩，進獻大量物品，劉曜則授張茂使持節、假黃鉞、侍中、都督涼南北秦梁益巴漢隴右西域雜夷匈奴諸軍事、太師、領大司馬、涼州牧、領西域大都護、護氐羌校尉。封涼王。
建興十二年（324年）張茂病死，享年四十八歲。前涼私下為張茂上諡號成公，刘曜則遣使赠太宰，諡成烈王。後來张祚稱帝，追尊張茂為成王，庙号太宗。张茂临终时交代张骏“谨守人臣之节，无或失坠”。因張茂無子，張駿就被推舉繼位。

## 性格特徵
張茂為人謙虛恭敬，且又好學，不因為利祿而動心，又有志向及節操，有決定大事的能力。當時有一個人叫賈摹，不但出身涼州大姓，他也是張寔妻子的弟弟，勢力很大。曾經有一首童謠這樣說：「手莫頭，圖涼州。」張茂以此誘殺賈摹，終令涼州豪門大族不敢橫行，更有助前涼張氏對涼州的管治。